# IEEE 1849
Der Standard IEEE 1849 (englisch IEEE Standard for eXtensible Event Stream (XES) for Achieving Interoperability in Event Logs and Event Streams ‚Standard für erweiterbare Ereignisströme (XES) zur Erzielung von Interoperabilität bei Ereignisprotokollen und Ereignisströmen‘) standardisiert ein Datenformat zur Aufzeichnung und zum Austausch von Protokollen mit einer großen Menge an Ereignissen aller Art. Diese fallen z. B. beim Process-Mining an.
IEEE 1849-2016 wurde 2016 von der IEEE Standards Association entwickelt und 2023 durch den überarbeiteten Standard IEEE 1849-2023 ersetzt.
Process-Mining zielt darauf ab, Prozesse zu entdecken, zu überwachen und zu verbessern, indem Wissen aus Ereignisprotokollen extrahiert wird, die tatsächliche Prozessausführungen in einem bestimmten Umfeld darstellen. Process-Mining hängt von der Verfügbarkeit genauer und eindeutiger Ereignisprotokolle ab, die etablierten Standards entsprechen. Der Zweck dieser Norm ist die Bereitstellung eines allgemein anerkannten (W3C) XML-Formats für den Austausch von Ereignisdaten zwischen Informationssystemen in vielen Anwendungsbereichen einerseits und Analysewerkzeugen für solche Daten andererseits. Dieser Standard zielt darauf ab, die Syntax und die Semantik der Ereignisdaten festzulegen, die z. B. von der Seite, die diese Daten erzeugt, an die Seite, die diese Daten analysiert, übertragen werden. Wenn die Ereignisdaten unter Verwendung der in dieser Norm beschriebenen Syntax übertragen werden, ist die Semantik auf beiden Seiten eindeutig und klar interpretierbar.